# Hugues Leclère
 (avril 2017).
Si vous disposez d'ouvrages ou d'articles de référence ou si vous connaissez des sites web de qualité traitant du thème abordé ici, merci de compléter l'article en donnant les références utiles à sa vérifiabilité et en les liant à la section « Notes et références ».
Pour les articles homonymes, voir Leclère.
Hugues Leclère est un pianiste français né en 1968 à Antony dans les Hauts-de-Seine.

## Biographie
Parallèlement à ses études musicales, il est admis au lycée Louis-Le-Grand à Paris, où il obtient son bac scientifique avant de suivre les classes préparatoires scientifiques aux Grandes Écoles.
En 1987, il obtient le premier prix de piano de la ville de Paris et, malgré son attirance pour l'algèbre et la topologie, il décide de se consacrer entièrement à la musique. Il fait alors la rencontre décisive de Catherine Collard au conservatoire de Saint-Maur-des-Fossés, qui le fait entrer premier nommé au Conservatoire national supérieur de musique de Paris, où il obtient trois premiers Prix à l'unanimité et occupe les fonctions électives de président des étudiants.
Il débute ensuite une carrière de soliste riche de 800 concerts, qui l'emmène dans plus de 40 pays, avec orchestre, la Camerata du Berliner Philharmoniker, l'orchestre national de la radio tchèque, l'orchestre national de Thaïlande…) et aux côtés de partenaires tels qu'Augustin Dumay, Arcadi Volodos, les quatuors Talich, Debussy ou le Streichquintett du Berliner Philharmoniker.
Hugues Leclère aime aussi explorer les sonorités originales des instruments historiques et possède un piano-forte inspiré de Stein sur lequel il a réalisé plusieurs enregistrements discographiques.
Acteur de la vie artistique contemporaine, Hugues Leclère a commandé et créé 50 œuvres nouvelles, notamment de Thierry Escaich, Philippe Leroux, Hugues Dufourt, Thomas Adès, Philippe Hersant. Sociétaire de la SACD SACD, il conçoit ou collabore à de nombreux spectacles et performances qui associent la musique et différents arts, notamment aux côtés des comédiens Francis Huster, Marie-Christine Barrault, Daniel Mesguich, de l'écrivain Pascal Quignard ou encore du peintre mexicain Rubén Maya.
Sensible à la pédagogie, il majore à 23 ans l'examen national du CA d'enseignement au piano et devient professeur au Conservatoire à rayonnement régional de Paris où il enseigne depuis 1997. Il enseignera parallèlement au Conservatoire national supérieur de musique et de danse de Lyon et au Conservatoire royal de Bruxelles. Il donne des cours publics dans le monde entier (Université de Bloomington, Conservatoire central de Moscou, Université de Shenyang…).
Intéressé par la réflexion sur l'éducation musicale et la didactique de l'instrument, Hugues Leclère collabore avec les Éditions Henry Lemoine et publie des articles méthodologiques dans les magazines professionnels tels que La Lettre du musicien. Il est responsable du projet FOREMI, plateforme e-learning destinée à la formation professionnelle des professeurs des pratiques instrumentales.
Désireux d'influer activement sur le monde artistique, il est le créateur des Académies internationales d'été du Grand Nancy (France) et du Grand Paris, qui ont formé plus de 15 000 jeunes musiciens depuis 1991. Il assure depuis 1990 la direction artistique du festival Nancyphonies, événement culturel estival majeur de l'Est de la France. Il a dirigé le Concours international de piano de Lagny-sur-Marne de 2017 à 2019.

## Formation et diplômes
- Bac C et classes préparatoires scientifiques au Lycée Louis-le-Grand (1983-87)
- Premier prix de la Ville de Paris (1987)
- Classes de piano, musique de chambre et analyse supérieure au CNSMDP (1989-1993). Trois premiers prix.
- Recherche en analyse supérieure (dodécaphonisme chez Bartók). CNSMDP (1995-97)
- Lauréat des concours internationaux Gina Bachauer et Pierre Barbizet
- DE de professeur de piano (1990) et CA de professeur de piano (1992)

## Discographie
- Portrait. Œuvres de Chopin, Beethoven, Liszt, Bartok (Hymera)
- Sonates révolutionnaires de Louis Adam (CNSMDP)
- Sonates pour pianoforte d'Ignace Ladurner (Parnasse)
- L'intégrale de l'œuvre pour piano d'Alain Louvier : L'Isola dei numeri (Saphir)
- Sonates franckistes pour cordes et piano de Georges Martin Witkowski et Joseph-Guy Ropartz, avec Alexis Galpérine et Christophe Beau (Parnasse)
- Sonates pour clarinette et pianoforte de François Devienne avec Franck Amet (Hymera)
- Italies : œuvres de Scarlatti, Bellini, Chopin (Hymera)
- Impressions de Colombie avec le flûtiste Gaspar Hoyos (Hymera)
- Sonates françaises pour violon et piano (César Franck, Maurice Ravel, œuvres de Gabriel Fauré), avec Francis Duroy (Musicalta productions)
- Prague : avec l'Orchestre national de la Radio tchèque. Mozart Concerto K488 - Ravel Concerto en sol (Hymera)